# 195P/Hill
195P/Hill, komet Jupiterove obitelji